# Mondsee Land Art
Mondsee Land Art ist ein Projekt, Kunst im öffentlichen Raum zu präsentieren. Zwischen 1999 und 2005 wurden 6 Land-Art-Objekte nach einer internationalen Ausschreibung durch eine Jury ausgewählt und realisiert.
Zur Organisation des Wettbewerbs und für die Durchführung der Siegerprojekte im Mondseeland in Oberösterreich gründeten die Initiatoren Inge Dick, Rolf Dick, Franziska Palzinsky, Helmut Palzinsky, Anneliese Sammern, Helfried Sammern sowie Nicolette Waechter 1998 den Verein Mondsee Land Art.
Die Erhaltung der Objekte wird seit 2019 vom Verein Mundwerk – Literatur im Mondseeland fortgeführt.

## Jury
Zur Wettbewerbsjury gehörten der damalige Direktor für konkrete Kunst in Ingolstadt Peter Volkwein, der damalige Direktor der Oberösterreichischen Landesmuseen Peter Assmann sowie der Direktor des Niederösterreichischen Landesmuseums Carl Aigner.

## Objekte

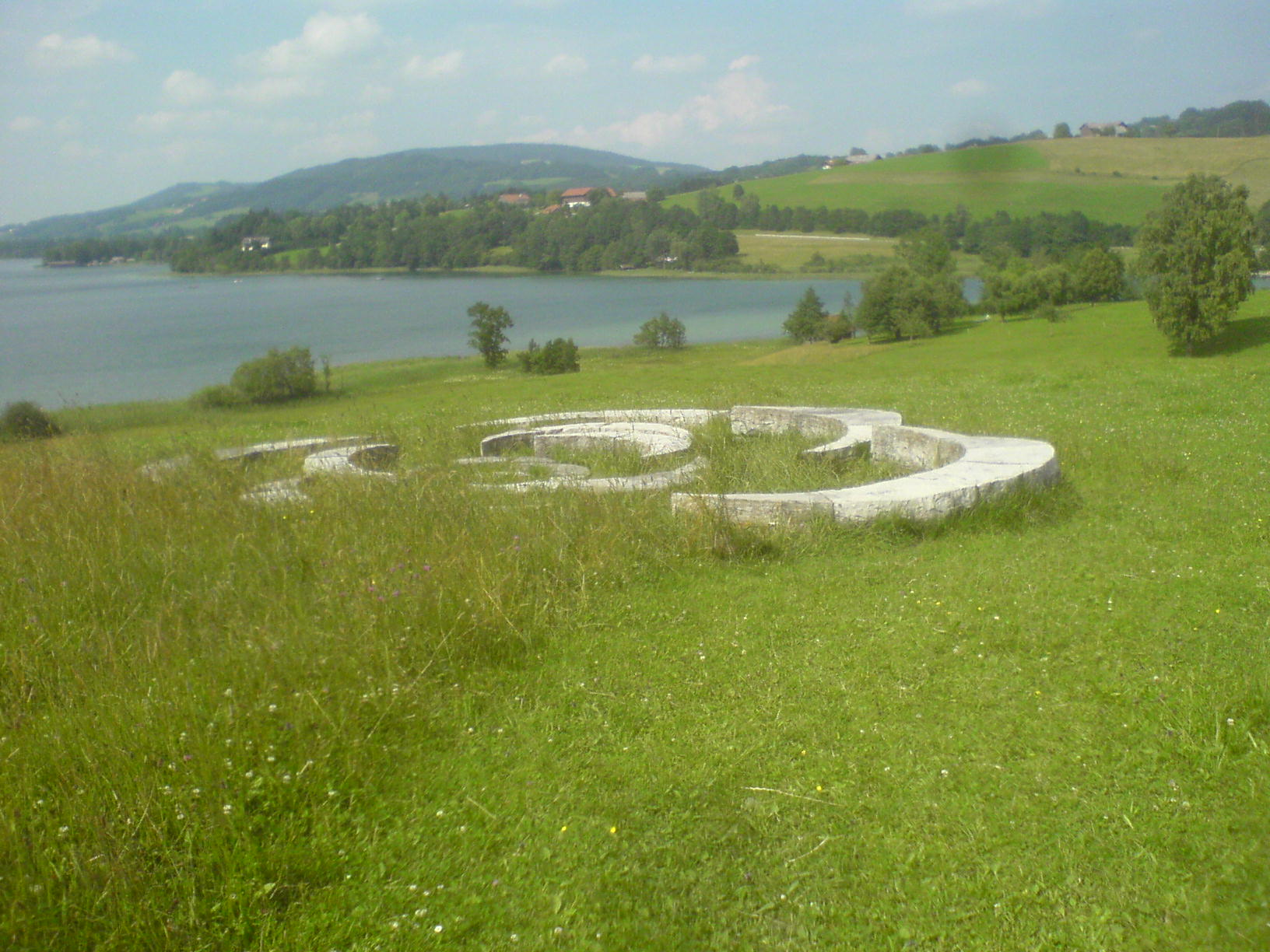
Phyllotaxis-Irrsee von Sjoerd Buisman

- Sjoerd Buisman, Phyllotaxis-Irrsee, 1999, Kalkstein St. Koloman, Durchmesser 12 m
- Karl-Heinz Klopf, Einmal Vierzig, 2005, Natursteinplatte weiß, 1 × 40 m
- Marianne Maderna, Sehzeichen, 2001, Edelstahl, 8 × 14,5 m
- Richard Nonas, Stoneline, 1999, Weißenbacher Kalkstein
- Benoit Tremsal, Gekippte Fläche, 1999, Cortenstahl, 14,14 × 14,14 m
- Daniel Zimmermann, 3D-Strukturen, 1999, 10.000 Holzstäbe, je 2,7 m; 5 3D-Ständer

## Ausstellungskatalog
Die Künstlerin und Initiatorin von Mondsee Land Art Inge Dick gab 2006 zum Projekt einen Ausstellungskatalog heraus, in dem sie neben den realisierten Installationen und Konzepten weitere Entwürfe des Wettbewerbs zeigte und Kunstschaffende, Kuratoren und Schriftsteller zu Wort kommen ließ.